# Laurent de Chazelles
 (juillet 2019).
Si vous disposez d'ouvrages ou d'articles de référence ou si vous connaissez des sites web de qualité traitant du thème abordé ici, merci de compléter l'article en donnant les références utiles à sa vérifiabilité et en les liant à la section « Notes et références ».
Pour les articles homonymes, voir Chazelles.
Laurent de Chazelles, né le 28 juillet 1724 à Metz où il est mort le 28 mai 1808, est un agronome, magistrat et horticulteur français.

## Biographie
Fils d'un receveur des finances, Laurent de Chazelles (il n'a pas d'autre prénom dans son acte de naissance) naît à Metz en 1724. Il reprend la charge d'avocat de son frère Louis (1722-1751) au Parlement de Metz, avant d'obtenir celle de Président à mortier de la Grande Chambre en 1754. Il est l'un des membres fondateurs de la Société royale des sciences et des arts de Metz qu'il préside en 1764, 1765 et 1768. Laurent de Chazelles s'était fait construire dans sa terre de Lorry-devant-le-Pont, près de Metz, un château avec des serres magnifiques qu'il peupla des végétaux les plus rares. Dans son poème qui honore les messins célèbres, le Templum Metensibus sacrum (1779), Dom Bernardin Pierron rend hommage aux jardins de Lorry. Chazelles se fit le continuateur du Prince des jardiniers -c'est ainsi qu'on appelait Philip Miller (1691-1771) en Angleterre- en publiant les deux tomes de supplément. C'est la description et le mode de culture des plantes omises par Miller, ou découvertes depuis.

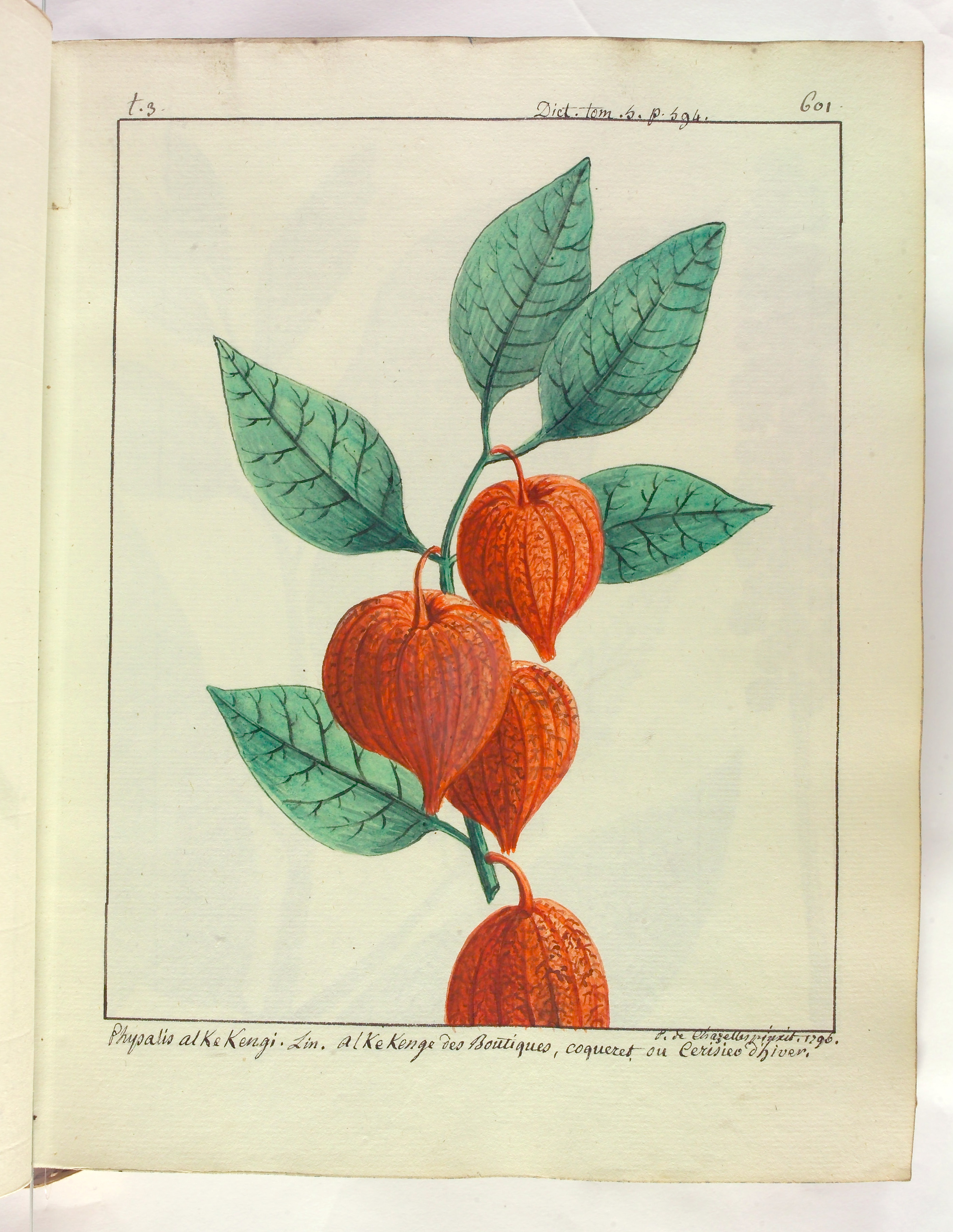
Physalis peints par Laurent de Chazelles

## Publications
- Philippe Miller (trad. de l'anglais par MM. de Chazelles,... Holandre, etc.), Dictionnaire des jardiniers et des cultivateurs, A Bruxelles, Chez Benoit Le Francq, 1786, 543 p. (OCLC 30559417, lire en ligne)
Nouvelle édition. Contenant les Méthodes les plus sûres et les plus modernes pour cultiver et améliorer les jardins Potagers, à fruits, à fleurs et les Pépinières, ainsi pour réformer les anciennes pratiques d'Agriculture ; avec des moyens nouveaux de faire et conserver le vin, suivant les procédés actuellement en usage parmi les Vignerons les plus instruits de plusieurs Pays de l'Europe...
- Laurent de Chazelles et François Holandre, Supplément au Dictionnaire des jardiniers, qui comprend tous les genres et les espèces de plantes non détaillées dans le Dictionnaire de Miller, t. 2, Metz, impr. de Claude Lamort, 1789-1790, 770 p. (lire en ligne)
Une petite édition en avait paru à Bruxelles en 1780.